# Süsü újabb kalandjai
A Süsü újabb kalandjai Csukás István és Bergendy István 1985-ben megjelent hanglemezes albuma, mely a Süsü, a sárkány című nagy sikerű bábfilmsorozat második és harmadik epizódjának hangjáték változata.
Ez a lemez az 1982 és 1988 között megjelent Csukás István és Bergendy István: Süsü című ötlemezes sorozatának második albuma.

## Alkotók
- Írta: Csukás István
- Zenéjét szerezte: Bergendy István
- Rendezte: Szabó Attila
- Hangmérnök: Horváth János
- Zenei rendező: Oroszlán Gábor
- Felvételvezető: Csepeli Péter

## Az album számai
1. "A Sárkány Ellátó Vállalat" – 28:16
2. "Süsü, a rettentő" – 26:31

Teljes idő: 54:54

## Szereposztás
- Süsü: Bodrogi Gyula
- Sárkányfűárus: Miklósy György
- Király: Sztankay István
- Kancellár: Kaló Flórián
- Írnok: Mikó István
- Királyné: Hűvösvölgyi Ildikó
- Dada: Tábori Nóra
- Öreg király: Csákányi László
- Kiskirályfi: Meixler Ildikó
- Zsoldos I.: Zenthe Ferenc
- Zsoldos II.: Horkai János
- Pék: Usztics Mátyás
- Kocsmáros, Szakács: Képessy József
- Csizmadia: Szabó Ottó
- Szénégető: Farkas Antal
- Zöldséges kofa: Hacser Józsa
- Favágó I.: Márkus Ferenc
- Favágó II.: Horváth József
- Toronyőr: Szombathy Gyula
- Kövér: Vándor József
- Asszony: Báró Anna
- Hadvezér: Balázs Péter

Közreműködik a Bergendy Szalonzenekar és a Budapesti Operettszínház zörejszínészei.